# Malaxis weddellii
Malaxis weddellii là một loài thực vật có hoa trong họ Lan. Loài này được (Finet) R. Vásquez mô tả khoa học đầu tiên.